# Північна війна (1655—1660)
Півні́чна війна́, або Дру́га Півні́чна війна́ — у 1655—1660 роках війна Швеції проти Речі Посполитої, за панування у Східній Європі. Велася силами шведської і польської коаліцій, до яких входили різні держави регіону. Союзниками шведів були Бранденбург-Пруссія (1656—1657), Трансильванія, Україна (1657), Литва; на боці поляків воювали Бранденбург-Пруссія (до 1656, після 1657), Данія-Норвегія, Австрія, Московія, Крим і Республіка Об'єднаних провінцій Нідерландів. Війна завершилася посиленням Швеції, Пруссії та Московії, ослабленням Данії-Норвегії та Речі Посполитої.

## Назва
- Півні́чна війна́ (англ. Northern War, швед. Nordiska krigen)
- Пе́рша Півні́чна війна́ (англ. First Northern War) — у німецькомовній, російській і скандинавській історіографії.
- Дру́га Півні́чна війна́ (англ. Second Northern War, нім. Zweiter Nordischer Krieg, пол. II wojna północna) — у польській історіографії; також — в англійській і німецькій, під впливом польської.
- Мала́ Півні́чна війна́ (англ. Little Northern War) — на противагу Великій Північній війні.

## Причини
У 1655 році Річ Посполита була дуже ослаблена повстанням Хмельницького та війною з Московським царством. Шведська імперія прагнула, заволодівши прибалтійською територією Речі Посполитої, затвердити своє панування на Балтиці.
Успіхи московських військ у кампанії 1654 року викликали гостре занепокоєння в Стокгольмі, оскільки захопивши землі Великого князівства Литовського на Західній Двіні, Москва ставила під свій контроль території, з яких відбувалося постачання Риги, і отримувала вигідні стратегічні позиції для наступу на шведську Лівонію.
У грудні 1654 відбулося засідання шведського ріксроду, де було прийнято рішення: оскільки події набувають такого повороту, то Шведська імперія повинна втрутитися. Одночасно з метою перешкоджання подальшому зміцненню Московського царства, члени ріксроду віддавали перевагу укладенню союзу з ослабленою польсько-литовською державою.

## Учасники
| Шведська імперія - Бранденбург (1656—1657) - Трансильванія - Гетьманщина (1657) - Литва | Річ Посполита - Бранденбург (1655—1656, 1657—1660) - Данія-Норвегія - Австрія - Московське царство (1656—1658) - Кримське ханство - Голландська республіка - Курляндія (з 1658) |

## Війна
Війна почалася у 1655 нападом шведського короля Карла X Густава на Річ Посполиту, знекровлену Хмельниччиною та московсько-польською війною. Шведи окупували західну частину країни, у той час як московсько-козацькі війська захопили схід. Шведський наступ і окупація отримали в польській історіографії та літературі назву «Потоп». Велике князівство Литовське визнало верховенство шведського короля й стало його леном. Регулярне військо Речі Посполитої капітулювало, а польський король Ян ІІ Казимир утік до Священної Римської імперії, у володіння Габсбургів. Брандербурзький курфюст і прусський герцог Фрідріх-Вільгельм перейшов на шведський бік за обіцянку отримати Східну Пруссію під шведською протекцією.
У 1656 польський король повернувся до своєї країни через ріст невдоволення католицького населення шведською протестантською окупацією, а також через створення поляками Тишовецької конфедерації. У 1656 Московське царство, що до цього ворогувало з Річчю Посполитою, уклало з нею тимчасовий мир, розірвавши союз із козаками, й оголосило Шведській імперії війну. Московські війська вторглися до Литви і Шведської Лівонії. У відповідь шведський король Карл Х Густав пообіцяв надати Фрідріху-Вільгельму всю повноту влади в Пруссії в обмін на військову допомогу, а також уклав Раднотський договір із трансільванським князем Юрієм ІІ Ракоці та козаками Богдана Хмельницького, які вторглися у Річ Посполиту з південного заходу.
Весною 1657, користуючись зайнятістю Шведської імперії справами Речі Посполитої, данський король Фредерік ІІІ атакував шведські землі, аби помститися за втрати у Торстенсонській війні 1643—1645 років. Одночасно з цим Бранденбург-Пруссія розірвала союз із Шведською імперією через угоду з польським королем віддати Фрідріху-Вільгельму Східну Пруссію. Через напад данців Карл Х Густав був змушений покинути війну в Речі Посполитій й зосередитися на захисті Шведської імперії. Здійснивши взимку 1657—1658 небезпечний похід через замерзлі протоки, він зненацька вдарив по данських островах й змусив непідготовленого до війни Фредеріка ІІІ підписати капітуляцію. За умовами Роскілльського договору Данія-Норвегія віддала Шведській імперії усі свої провінції на півдні Скандинавського півострова. Тим часом війська Речі Посполитої нейтралізували трансільвансько-козацький наступ і вторглися до шведської Померанії.
У 1658 Карл Х Густав вирішив добити Данію-Норвегію і, замість преференцій у Речі Посполитій вдруге розпочав із данцями війну. Проте цього разу Фредерік ІІІ відбив шведський натиск, а члени антишведського союзу відтіснили шведського короля до Ютландії та Померанії. Протягом 1659 Шведська імперія зосередилася на обороні своїх здобутків у Данії-Норвегії та південній Балтиці. Ні членам союзу, ні шведам не вдалося змінити ситуацію на свою користь, тому було розпочато мирні переговори. Під час них, у лютому 1660 року помер Карл Х Густав. У травні того ж року його спадкоємець Карл XI підписав Олівський мир з Річчю Посполитою, Священною Римською імперією та Брандербург-Пруссією, а також Копенгагенський мир із Данією-Норвегією. Внаслідок війни Шведська імперія отримала землі в південній Балтиці, а Пруссія — незалежність від корони Речі Посполитої. Загалом учасники війни з обох боків повернулися на позиції, які займали до війни.

## Наслідки
- Сканія, Галланд, Блекінге, Богуслен і Вен, якими володіла Данія-Норвегія, відійшли Шведській імперії;
- Прусське герцогство отримало незалежність від Речі Посполитої й стало частиною Бранденбург-Пруссії.
- Учасники війни визнали суверенітет Шведської імперії у шведській Лівонії.
- Шведська імперія віддала Голландії колонію Нова Швеція в Північній Америці.